# 悪ノ娘
「悪ノ娘」（あくのむすめ）は、音声合成ソフト・鏡音リン歌唱のVOCALOID楽曲。2008年4月6日、日本のボカロP・mothyによって発表された。
なお、同月29日に同氏が発表した楽曲「悪ノ召使」は、本楽曲のアンサーソングとなる（後述参照）。

## 概要
2008年にニコニコ動画へと投稿された本楽曲は、作詞・作曲を手掛けたmothyにとって、第4作品目の楽曲である。同氏は、前年発売の「VOCALOID（初音ミク）」の盛り上がりを受け、当時発売直後であった「鏡音リン・レン」を購入して制作した処女作「10分の恋」を機に、同人音楽家およびボカロPとしてデビューしていた。しかし、この処女作以降の3作品における再生回数の伸び悩みから、「強烈なインパクトを与える何か」を追求したために本楽曲が誕生したという。
本楽曲の発表にあたっては、歌詞のテキストを投稿サイト・ピアプロへと先行公開する形でイラストを募集すると、同日中に応募された壱加のイラストを用いて動画を作成し、「【鏡音リン】 悪ノ娘 【中世物語風オリジナル】」のタイトルで発表された。発表当初より「中世物語風」と銘打たれたその物語性から、本楽曲を原作・原案とした幅広いメディア展開が成される。
七つの大罪の一つ「傲慢」をテーマとした楽曲でもあり、ボーカルに用いられている鏡音リン・レンをはじめとするVOCALOIDをモチーフとした人物が登場し、鏡音リンをモチーフとした暴政を敷く14歳の王女と、その王国の顛末が語られている。着想元には、『ひぐらしのなく頃に』の北条沙都子と『ヤッターマン』のドロンジョを参考とした王女様キャラクター、フランス革命やマリー・アントワネットなどが下敷きとなり、鏡音リンを用いて作成した「さあ! ひざまづきなさい」という言葉から物語を作り曲として形にしたという。また、当初は一曲のみで話を完結させる構想であったが、物語の設定が収まりきらず、カットされた部分を元に、王女の召使を描いた「悪ノ召使」が作られた。「悪ノ娘」で物語の表を、「悪ノ召使」で裏を語る形となっている。
「悪ノ娘」公開の時点では「悪ノ召使」を作成する予定は無かったが、作中において思わせぶりな存在でありながら、姿を消してしまった召使に対する動画視聴者の反応を見て、驚かせてやろうと考えたことをきっかけに「悪ノ召使」は作られた。
「悪ノ召使」も「悪ノ娘」同様にイラストを募集するため、ピアプロで先行して楽曲を公開したところ、ピアプロで大きな反響を集め、さらに2008年4月29日、ニコニコ動画で「【鏡音レン】悪ノ召使【中世物語風オリジナル】」のタイトルで発表されると、想定を大きく上回る高い人気を集めることとなった。「悪ノ娘」は「悪ノ召使」が公開されるまではニコニコ動画で再生数は3000回ほどであったが、「悪ノ召使」とともに2010年までに100万回以上の再生数を記録する人気となった。
これらの曲は多くのクリエイターの想像力を刺激し、二次創作の題材としても大きな人気を集めた。元々ストーリーを理解できるようにしつつ、聴き手の想像の余地を残すよう配慮されていたが、作者自身も予想をしなかったような多様な解釈が行われ、映像作品や小説、漫画、舞台など数多くの派生作品がファンの手により発表されている。
2010年1月、原作者監修の舞台『悪ノ娘〜凄艶のジェミニ〜』が上演され、同年8月、mothy自身の執筆による『悪ノ娘 黄のクロアテュール』（PHP研究所）が発売されたことを皮切りに、「悪ノ娘」ノベルシリーズ（全4巻）として、公式的に「運命分かつ悲しき双子」の物語は完結した。この小説化は、七つの大罪の傲慢以外のテーマも扱った各楽曲を総称する「悪ノ大罪シリーズ）」（全10巻）の執筆にも繋がる。
その他メディアリミックスとしては、上記小説のプロットとは異なる漫画『悪ノ召使』（作画：猫山宮緒）が連載・単行本化された。その後、パロディ作品としても、楽曲「悪ノ娘」を元とした『あくむす』（作画：けん）、楽曲「悪ノ召使」を元とした『悪ノ召使 〜おぺらぶっふぁ！〜』（作画：眼鏡犬）が掲載された単行本が発売されている。2014年2月、「悪ノ娘」ノベルシリーズコミカライズとして、原曲MVのイラストでも知られる壱加描き下ろしによる漫画『COMIC悪ノ娘 第一幕』が発売され、同年12月、同じく小説版から派生して悪ノ大罪シリーズを総括したパロディとして、４コマ漫画『悪ノ四重奏』（作画：たまら）が発売された。
楽曲発表から10年以上経過してもなお、2021年12月、ゲーム『プロジェクトセカイ カラフルステージ！ feat. 初音ミク』（iOS/Android）内にて、プロセカ×悪ノ大罪シリーズコラボが開催される。2023年10月、初音ミク16周年を記念したオーケストラコンサートとして、東京フィルハーモニー交響楽団の演奏による「初音ミクシンフォニー 2023」公演にて、悪ノ大罪シリーズ各楽曲をメドレーにした「悪ノシリーズ15周年記念特集 悪ノ交響曲」の中で第3楽章として演奏された。
覆面歌手・AdoがVOCALOID文化に触れる契機となった作品として、地上波のバラエティー番組でも取り上げられるなど、今日のインターネット文化で活躍する著名人にも影響を与える（後述の「#関連項目」を参照）。

## 関連楽曲
「悪ノ娘」・「悪ノ召使」の関連楽曲は以下の通り。このほか、「悪ノ大罪シリーズ」と銘打たれた同一世界の多様な視点・時代の物語を描いた曲を発表している。各楽曲の収録情報は「#楽曲収録」を参照。
| No. | 初出           | 曲名                                | - 歌唱 - ＜配役＞ | 楽曲MV      | 備考 |
| --- | -------------- | ----------------------------------- | --- | ----------- | --- |
|     | 2016年9月21日  | 彼の王は泥より生まれた              | - 鏡音レン - ＜アルス＞                                                                                                  | [ 動画 1 ]  | - 2016年9月21日、アルバム『EXIT TUNES PRESENTS Vocalocreation feat.初音ミク』（EXIT TUNES）発売に伴う新規書き下ろし収録曲。 - 同年10月12日、ニコニコ動画・YouTubeにて公開された楽曲MVでは、「革命により「悪ノ娘」が処刑される少し前の物語である」と表記され、使用イラストも小説版に掲載された人物と同一人物であることから、＜リリアンヌ＞と＜アレン＞の父王＜アルス＞の物語となる。 |
|     | 2016年8月8日   | 英雄の鎧は常に紅く                  | - MEIKO - ＜レオンハルト＞                                                                                               | [ 動画 2 ]  | - 楽曲MVでは、歌唱担当外キャラクターの配役が以下の通り記載。又、＜ジェルメイヌ＞に対しては、本名も併記されている。 - ・＜レオンハルト＝アヴァドニア＞ - ・＜アビスIR＞ |
|     | 2016年8月14日  | 逆さ墓標のネオマリア                | - MAYU - ＜マリアム・フタピエ＞                                                                                          | ー          | |
|     | 2016年8月14日  | あの橋に誓って                      | - 巡音ルカ - ＜エルルカ＝クロックワーカー＞                                                                              | [ 動画 3 ]  | - 楽曲MV上では「悪ノ娘」ノベルシリーズの登場人物が登場している。 |
|     | 2010年8月3日   | トワイライトプランク                | - 鏡音リン - ＜リリアンヌ＝ルシフェン＝ドートゥリシュ＞ - 鏡音レン - ＜アレクシル（アレン＝アヴァドニア）＞              | [ 動画 4 ]  | - 王女と召使の幼少時代を描いた曲で、元々は舞台『悪ノ娘〜凄艶のジェミニ〜』の王女と召使の子供時代のシーンに使用する劇中歌として書き下ろされ、その後鏡音リン・レンのバージョンも発表された。『悪ノ間奏曲 「悪ノ娘」ワールドガイド』には、同エピソードの短編が収録されている。 - 楽曲MVとアルバム『悪ノ王国 〜Evils Kingdom〜』ブックレットでは、双子とは別に女性の影があり、小説版にて悪ノ大罪シリーズと共通の人物が「アクマ」の正体として登場する。                                                  |
|     | 2008年4月6日   | 悪ノ娘                              | - 鏡音リン - ＜リリアンヌ＝ルシフェン＝ドートゥリシュ＞                                                                  | [ 動画 5 ]  | - 七つの大罪「傲慢」。 |
|     | 2008年4月29日  | 悪ノ 召使                           | - 鏡音レン - ＜アレン＝アヴァドニア＞                                                                                    | [ 動画 6 ]  | |
|     | 2008年5月25日  | リグレットメッセージ                | - 鏡音リン - ＜リリアンヌ＝ルシフェン＝ドートゥリシュ＞                                                                  | [ 動画 7 ]  | - 「悪ノ娘」、「悪ノ召使」の後日談的な曲である。ただし「リグレットメッセージ」を発表した当時mothyは、あくまで続き物ではなく1曲ずつ単独で聴けるよう意識して作っていたこともあり、公式には続きとしての解釈は聞き手に任せるとしていた。ボーカルは鏡音リンを用いている。小説では第2弾『悪ノ娘 緑のヴィーゲンリート』で描かれている。 - アルバム『悪ノ王国 〜Evils Kingdom〜』ブックレットでは、修道女姿の鏡音リンが描かれ、「街外れの小さな港」との歌詞も含めて楽曲「白ノ娘」と繋がることが暗示される。 |
|     |                | 白ノ娘                              | - 弱音ハク（初音ミク） - ＜無記＞                                                                                        | [ 動画 8 ]  | - 「悪ノ娘」、「悪ノ召使」と同じ時期の出来事を別の登場人物を軸とした曲であり、当初は短編小説として発表する構想だったとされる。小説版では、第2弾『悪ノ娘 緑のヴィーゲンリート』の原案となる。 - 歌唱は弱音ハクだが、実際に使用された歌声合成ソフトウェアは初音ミクである。 |
|     |                | 樹の乙女 ～千年のヴィーゲンリート～ | - 初音ミク - ＜ミカエラ＞                                                                                                | ー          | |
|     | 2012年3月30日  | 針音ノ時計塔                        | - KAITO - ＜無記＞ - 歌愛ユキ - ＜無記＞                                                                                 | [ 動画 9 ]  | - 小説『悪ノ娘 青のプレファッチオ』のテーマソングとして制作され、抽選特典アルバム『悪ノ四楽奏』に収録・配布された。 |
|     |                | またたき                            | - 鏡音リン - ＜無記＞ | ー          | |
|     |                | 待ち続けた手紙                      | - 鏡音レン - ＜無記＞ | [ 動画 10 ] | - K-BOOKS店頭で開催されたプレゼントキャンペーンの合同アルバム『Triangle -vol.1-』へと提供された楽曲。 - 楽曲の権利をK-BOOKSが有することから、2020年12月27日、本楽曲のリメイク版となる楽曲「Reach For The Stars ～待ち続けた手紙～」を発表。 |
|     | 2008年12月27日 | Re_birthday                         | - 鏡音レン - ＜無記＞ - 以下、コーラス - 鏡音リン - ＜無記＞ - 初音ミク - ＜無記＞ - MEIKO - ＜無記＞ - KAITO - ＜無記＞ | [ 動画 11 ] | - ぜんまい仕掛けの子守唄3。 - MVはニコニコ動画動画版とYouTube版で内容が異なる。 |

## 悪ノ召使
「悪ノ召使」（あくのめしつかい）は、、音声合成ソフト・鏡音レン歌唱のVOCALOID楽曲。2008年4月29日、日本のボカロP・mothyによって発表された。
なお、同月6日に同氏が発表していた楽曲「悪ノ娘」のアンサーソングであり、本楽曲と同名の漫画化も成された。

### 漫画『悪ノ召使』
漫画版は、猫山宮緒により『月刊コミックラッシュ』（ジャイブ）にて2010年11月号から2011年11月号まで連載された。2011年12月号以降は休載とされていたが、連載は再開されることなく2014年3月号で掲載誌が休刊した。2011年8月6日に単行本第1巻がジャイブより発売された。2巻以降はジャイブからは刊行されなかったが、2014年11月21日に幻冬舎より2巻が1巻の新装版とともに発売された。なお3巻以降の発売は未定である。楽曲の歌詞をモチーフとして、猫山宮緒が独自に再構築し漫画化したものであるため、小説版とは物語展開などが異なる。

#### 主な登場人物
レン
黄の国の王子として生まれたが、背中に国を滅ぼすと予言された痣をもって生まれたことから、存在を伏され塔に幽閉された。部屋を抜け出した双子のリンとの交流後、リンを守るための知識と力を身につけるため城を出、王の死後召使として城に戻る。
リン
黄の国の王女、王位継承者。王の死後、双子のレンを召使として呼び寄せる。「悪ノ娘」と呼ばれる。
ルカ
城を出たレンの教育を任された女伯爵。
メイコ
処刑を生業とする「赤き鎧」の一族の娘。城を出たレンに剣を教える。
カイト
青の国の王子。

#### 単行本
mothy_悪ノP（原案）・猫山宮緒（漫画） 『悪ノ召使』 ジャイブ、幻冬舎、既刊2巻（2014年11月21日現在）
- 1巻、2011年8月14日発行（2011年8月6日発売[17]）、ISBN 978-4861768408
- 1巻新装版、（2014年11月21日発売）、ISBN 978-4344832664
- 2巻、（2014年11月21日発売）、ISBN 978-4344832671

## 小説版
悪ノP（mothy）（著）、PHP研究所、全4冊
『悪ノ娘 黄のクロアテュール』
「悪ノ娘」と「悪ノ召使」で描かれるルシフェニア革命を巡る物語を、召使アレン及び赤き鎧の女剣士ジェルメイヌの視点から描いている。カバーイラストと挿絵は壱加、口絵を憂、ピンナップをゆのみが担当。クロアテュール(cloture)はフランス語で「終曲」。
『悪ノ娘 緑のヴィーゲンリート』
楽曲「白ノ娘」および「リグレットメッセージ」を原作とし、前作の時系列と並列に展開され、「緑の国」の住人であるクラリスの視点からルシフェニア革命の前後を描く。作中に登場する緑の女ミカエラのエピソードについては、当初楽曲での発表の構想だったものが上手く纏まらず、当小説での発表となったという。カバーイラストは鈴ノ助、挿絵を壱加、口絵を憂、ピンナップをなぎみそ、かる、ゆーりん＠北乃友利、吉田ドンドリアンが担当。ヴィーゲンリート(wiegenlied)はドイツ語で「子守唄」。
『悪ノ娘 赤のプラエルディウム』
ルシフェニア革命の5年後のルシフェニアと隣国のベルゼニア帝国を舞台に、ユキナの視点を中心に物語が描かれる。本作からは楽曲の小説化ではなく、前作までの小説の続編となっている。カバーイラストはゆーりん＠北乃友利、挿絵を壱加、口絵を憂、たま、吉田ドンドリアン、ピンナップをざいん、村上ゆいち、りょーの、ゆーりん＠北乃友利が担当。プラエルディウム(praeludium)はラテン語で「前奏曲」。
『悪ノ娘 青のプレファッチオ』
『悪ノ娘』小説シリーズ完結編。前作『悪ノ娘 赤のプラエルディウム』に引き続きルシフェニア革命の5年後の物語で、主にマーロン国を舞台にカイルおよびユキナの視点を中心に描かれる。前作と同じく元となる楽曲は無いが、テーマソングとして「針音ノ時計塔」が制作されている。カバーイラストはゆーりん＠北乃友利、挿絵を壱加、口絵とピンナップを憂、電鬼、吉田ドンドリアン、初、オサム、GAN、ばたこが担当。プレファッチオ(praefacio)はラテン語で「序曲」。

### あらすじ
エヴィリオス歴500年、エヴィリオス地方の大国・ルシフェニア王国にて革命が勃発。
前王夫妻の尽力により大陸に名だたる大国となっていた同国を治めていたのはわずか14歳の王女リリアンヌ。彼女はその絶対の権力を使い、民衆からありとあらゆるものを搾取し、逆らう者は誰であろうと容赦なく首をはねた。
王女の暴政に民衆は怒り、“赤き鎧の女剣士”を中心とした民衆軍を組織。ルシフェニア政府に対し反旗を翻す。何ら大義の無い.、王女の下した侵略、何よりその犠牲となった想い人のために、“仮面の男”もまた身分を隠して復讐のために剣を取った。
そんな革命の奔流の中で、一人の無力な少女は孤独だった身から解放されるも束の間、理不尽にも最愛の友人を奪われる。その裏側で、何も知らなかった少女もいたが、自分が片割れに支えられていたことに気付けなかったため、彼を失うことになった。
しかし、その彼ら彼女らの想いでさえも、廻り続ける運命の歯車の一部に過ぎない。革命が為された後もまた大陸に平穏は訪れず、変貌した隣国の王はかつての同志を追いかける。それは決して埋めようのない虚しさを抱えるが故なのか……。
そうして一人、歴史の裏側を見つめ、しがらみが無い故に追いかけることが出来た少女は全てを明らかにする。元凶は　母の代、紀元前から連綿と受け継がれる悪意そのものであることを。
エヴィリオス歴510年、マーロン国領ルシフェニア再独立。物語はひとまず幕を閉じる。

## 登場人物
「悪ノ娘」では主にVOCALOIDおよびVOCALOIDの派生キャラクターを元にした登場人物が設定されている。登場人物は小説版のもので、楽曲には人物名は登場しない。元となったVOCALOIDには巡音ルカのように、2008年4月の楽曲発表当時には発売されておらず、後から設定を変更し登場人物に当てはめられたものもある。

### ルシフェニア王国

#### ルシフェニア王家
リリアンヌ＝ルシフェン＝ドートゥリシュ / リン
- モチーフ：鏡音リン
- 年齢：14歳（485-562）
- 国籍：ルシフェニア王国
- 人種：正統ルシフェニア人
- 宗教：レヴィン教レヴィア派→エルド派

楽曲「悪ノ娘」における「齢十四の王女様」。ルシフェニア王国を統べる傍若無人な王女。自国の食糧危機に瀕しても民衆を顧みず贅沢三昧を行い、気に入らない家臣を即時処刑するなどの暴虐な統治を行っていた。幼少より兄と慕っていた隣国国王カイル＝マーロンによる一方的な婚約破棄に悋気を起こし、隣国エルフェゴートへ侵攻を命じ、続いて同国女性への虐殺命令「緑狩り令」を発する。
これら苛政への国民の怒りとマーロン国の支援が合わさってルシフェニア革命が勃発、”王女”は処刑された。王女自体は最期まで王宮に籠っていたためその真実の姿を知る者は少なく、後の世まで「悪ノ娘」と呼ばれ童話に残るほどに忌み嫌われている。
しかし、その本質は孤独な少女に過ぎなかった。王女の位に留まっていたのは亡き母アンネを尊敬しており成人するまで即位しないという理由だったが、その裏返しで強い女性を意識し、意図して傲慢に振舞っていたらしい。後年、王女は当時の自分のことを、「最後まで無分別な子供に過ぎなかった」と語っている。加えて、謀略で幼少期の記憶を失ったことや、大罪の悪魔を植え付けられたことが、暴政に至った人格の形成に少なからず影響していたと思われる。幼い頃からリリアンヌを見てきたカイルも、本来の彼女は優しい少女であり、「悪ノ娘」などと呼ばれるようになってしまったのは周囲の大人たちの影響だと語っている。
アレンの死と引き換えに愛馬と共に王宮から逃れた彼女はエルド修道院に流れ着き、そこで「リン」と名乗って第二の人生を歩むことになる。新生活が始まってすぐは我侭な性格が抜けきらなかったものの、クラリスの親身な指導もあって徐々に成長していく。後に「リン」として洗礼を受け、エルド派の修道女になる。自分の正体を知るクラリスとは生涯を通じて友人であり続け、かつての罪を抱えながらも、大勢の孤児たちに見守られ、その生涯を終えたと伝えられている。
彼女の容姿は「神の双子」と呼ばれるグレーテルに瓜二つだが、悪食の悪魔は「中身は別物」と語っている。これは前王アルスI世の長女がグレーテルの転生体となる運命であり、本来ならグレーテルは「リリアンヌ」である筈だったのだが、プリムの介入によりアルスI世の長女が「ネイ」となった為、ネイがグレーテルの転生体となった。
アレン＝アヴァドニア
- モチーフ：鏡音レン
- 年齢：14歳没(485-500)
- 国籍：ルシフェニア王国
- 人種：正統ルシフェニア人
- 宗教：レヴィン教レヴィア派

楽曲「悪ノ娘」における「顔のよく似た召使」。王女の侍従として王宮に仕え、忠誠を誓う少年。
義父直々に剣術、馬術の手ほどきを受け、相当な腕前を持ちながら、あえて凡庸な召使として働いている。
生真面目ではあるが、優等生的な外見とは裏腹に内心では毒づくことが多く、身内には辛辣で皮肉屋らしいところも見せる。
その正体は、王女リリアンヌの双子の弟であるアレクシル王子。王族としての身分を隠して臣下のレオンハルトに預けられたのは、幼少の折に危険に晒された身を守るためのやむない処置ではあったが、事件は彼の心に拭い難い傷を与え、大人に対する根強い不信感を抱かせている。事実、彼は作中で同年代の者にしか心を許していない。
リリアンヌからは特に厚されており、彼女から「ガラスの小瓶」を介して直々に汚れ仕事を命じられる。愛する者さえ殺めよ、という過酷な命令を成し遂げたのは、姉を「悪」と知りつつも慕い、自分も同じ立場にまで堕ちようとする覚悟からくるものである。
後世の歴史では、「寵臣でありながら真っ先に逃亡した不忠者」として描かれることが多い彼だが、実際は孤独な実姉のことを誰よりも理解し、彼女を守ろうと尽くしていた。ルシフェニア革命では、追い詰められた姉の身代わりとなり、断頭台の露と消えた。
死後も姉を守らんがために彼の幻影が現世に現れており、その想いの強さが偲ばれる。　
彼は死後、太陽神シックルによって「イレギュラー」として魂を「BLACK BOX」の中に隔離されている。何度かシックルの許可が下りた際には地上に干渉している。彼の死後に、彼の幻影が姉達の下に現れたのはこのためである。
アンネ＝ルシフェン＝ドートゥリシュ
- モチーフ：SWEET ANN
- 年齢：42歳没(457-499)
- 国籍：ルシフェニア王国
- 人種：NO DATA
- 宗教：レヴィン教レヴィア派

旧性「スィ」。前王アルスI世の伴侶たる皇后。元は下級貴族の出で、後のマーロン皇后プリムと家格の差があったものの幼少からの友人関係だった。
夫が病で亡くなると、その跡目争いに幼い王子達を立ててプレジ、ジェネシアの両大臣が争う。
その内紛の結果、現時点での幼い王の擁立は危険と判断し、王妃自身が即位して政務を執ることになった。勢力拡大に心血を注いだ夫とは違い、国内の安定に尽力し、多くの産業を振興した。
アビスI.R.の策略によりグーラ病を発病し、世を去った。

#### 三英雄とその関係者
レオンハルト＝アヴァドニア
- モチーフ：LEON
- 年齢：38歳没（462-500）
- 国籍：ルシフェニア王国
- 人種：NO DATA
- 宗教：レヴィン教レヴィア派

ルシフェニア三英雄の一人。平民の出だが、かつてルシフェニアの拡大に力を振るった前王アルスI世の下で功績を立て、現在は王族の親衛隊長を務める。アンネ皇后の存命中は彼女に懸想していたが、臣下の分を弁え最後まで内心に秘めるに留まっていた。
普段はいい加減で酒好きの昼行灯だが、故に民衆思いの好漢であり、王国家臣団からの人気も高い。王女に諫言を行える数少ない人物の一人であるが、それ故に彼女から疎まれている。
改心したかに見えた王女によって振舞われた酒の一席の帰り、養子のアレンの裏切りに遭い斃れる。死に際の言葉によると宮廷内で何者かが蠕動していたことに気付いていたようだが、それが誰であるかを特定することまでは出来ていなかったようである。
若い頃は血気逸りまた忠誠厚かったことへの反動からか、敵国で虐殺行為を働いたことがある。養女ジェルメイヌはこの際侵攻先のベルゼニアで両親を殺した後に引き取った子である。
ジェルメイヌ＝アヴァドニア/ジータ=C=ベルゼニア
- モチーフ：MEIKO
- 年齢：20歳（480-?）
- 国籍：ルシフェニア王国（後に抹消）
- 人種：ベルゼニア人
- 宗教：レヴィン教レヴィア派

楽曲「悪ノ娘」における「赤き鎧の女剣士」。ルシフェニア城下町に住むアレンの義姉で、レオンハルトの養女。仲間想いの姉御肌でとても慕われている。義父似の酒豪で、酒場を捜せば大抵彼女を見つけられるとまで言われるほど。実は頭もいいらしく、レオンハルトからは剣技を教えられなかったものの、結果的に作中において最強の剣士となった。自分の出自については一切知らないが、怪我の治りが異常に早いこと、更に「怪我なんて食べれば治る」と豪語している事とその容姿から、コンチータの血縁ではないかとアビスI.R.は推察している。創世神によればバニカ＝コンチータの子孫であり、ジェルメイヌはヴェノマニア公とベルゼニア皇帝家とマーロン王家の血筋を引いている事になる。
レオンハルトの死を王女による謀殺と確信し、有志とともにレジスタンスを組織し、リーダーとして革命を主導する。この際、亡き父の甲冑を引き継いだことから「赤き鎧の女剣士」として名を知られるようになった。が、処刑前夜のアレンとの邂逅に当たって、正義を謳いつつも所詮は民衆を扇動したに過ぎず、動機も私怨に他ならないことを指摘され、また義父殺しの実行犯の正体を聞かされたことによって己の正義を疑い消沈、覇気を失ってしまう。
革命後は「魔女狩り令」に追われたこともあってルシフェニア王国から出奔し、ベルゼニア帝国のラングレー部隊に身を寄せているが、そこでも革命のショックから己に大義を見出だせず酒に逃げる日々を送っていた。しかし、リリアンヌ＝ムーシェに諭されたことをきっかけに皆のために戦っていた頃の真っ直ぐな気持ちを思いだし、革命の同志でもあるカイルにルシフェニア併合以降の異常事態とその真意を問いただすべくユキナの旅に同行する。
アビスI.R.を倒し事態に収拾がついた後は、シャルテットと共に旅に出た。しかし、ある事件で生きていたアビスI.R.との戦いに敗れ、アビスI.R.の器となったジェルメイヌは「ジュリア＝アベラール」として後世に現れ、「悪意」をばらまく存在となった。
E.C.611年に、イリーナによる呪縛から解きたれた後に一時的に、その人格を取り戻す。そのときに百年の時の間に変わり果てたルシフェニアを見て「ルシフェニアはいい国になった・・・それだけで私の生きた意味がある」と述べている。
マリアム＝フタピエ
- モチーフ：MIRIAM
- 年齢：32歳没（468-500）
- 国籍：ルシフェニア王国
- 人種：アスモディン人
- 宗教：レヴィン教レヴィア派

軍務を司るルシフェニア三英雄の一人。かつてはアスモディンの暗殺者家系の出で9歳にして将軍位に就くほどの腕前だったがルシフェニアに寝返り、現在は王宮の侍女長として仕えている。ネイの養母。
現役を引退しつつも当時の力を活かした諜報活動を行なっていたが、彼女一人の力ではルシフェニアに迫る影の正体を悟ることも、王国を迫り来る滅びの運命から逃すことも出来なかった。
ルシフェニア革命の最終局面、最後の三英雄として残った忠臣たちを指揮し奮闘するもシャルテットとの戦いで負傷し、一旦撤退したところを実はマーロンのスパイであった養女のネイの裏切りに遭い、彼女に殺された。
ネイ＝フタピエ / ネイ＝マーロン
- モチーフ：亞北ネル
- 年齢：23歳没（482-505）
- 国籍：ルシフェニア王国→マーロン国
- 人種：マーロン人
- 宗教：レヴィン教ビヒモ派

ルシフェニア三英雄の一人、マリアム＝フタピエの養子。王女お気に入りの侍女の一人で、大人しく仕事も実直に行なっているが、噂好きのお喋りという困った一面があり、王女にあることないこと、根も葉もない情報を吹き込んでいる。
一介のメイドに過ぎなかったはずが、三英雄の養女であったことを見込まれて革命後はマーロン国特務工作部隊の隊長を務める。遂には重要拠点であるレタサン要塞の司令として収まると、預けられた大罪の器「グラス・オブ・コンチータ」を扱って屍兵を操り数々の混乱を巻き起こす。また性格も狂気的なものに変わっており、再会したシャルテットを困惑させていた。
その正体はマーロン国第十三王女。皇太后プリムとアルスI世の不義の結果生まれたカイル＝マーロンの異父妹であり、リリアンヌとアレンの異母姉にあたる。また、本来であれば「リリアンヌ」として生まれる予定だったこの時代における「Gretel」の魂を受け継ぐものでもある。
色欲の悪魔を扱うことでアルスの子を身篭り、前マーロン国王の子供として出産したプリム皇后だったが、本来ならマーロン王家に現れる筈のない金髪の持ち主であった為、不貞が発覚することを嫌った彼女によってアビスI.R.の実験体として赤ん坊のネイを提供し、表向きには死産したことにしていた。幼少からアビスの魔導実験を受けてきたネイは次第にその精神を歪ませていった。なお、兄カイルとは縁戚の子との触れ込みで一度だけ顔を合わせており、絵のモデルになっている。
9歳の時にアビスI.R.の指示で記憶を失った孤児のふりをし、三英雄のひとりマリアムの養女として迎えられる。王宮の中枢に潜り込んだ後はアンネ女王の死と時を同じくして己に宿る傲慢の悪魔をリリアンヌ王女に移し、王女を含む近辺の人物を密かに扇動すべく都合のいい情報を吹き込み、養母マリアム、カイルにとっては公私ともども邪魔になったミカエラの両名も殺害した。
革命の裏舞台で常に暗躍していた、いわば本物の「悪ノ娘」と言える彼女だが、それも全ては母親の役に立つためであった。革命後はマーロン国特務工作部隊隊長として暗部の役割を表面化させる。この際に「グラス・オブ・コンチータ」を預けられるが、このことで精神の破綻に拍車がかかり、遂には自覚なきままに最愛の母を手に掛けた。
直後、我に返った彼女は目の前の兄を仇と思い込み、悪食の悪魔の力を解放。他の悪魔化とは異なり、悪食の悪魔の助力が絞られたため肉体の変化は単に赤いドレス姿になるに留まるが、それでもカイルを圧倒し紙一重の差で敗北した。その後、捕縛されるも何者かの手にかかり殺害された。
死後、カイルが見た夢の中に幼少期の絵のモデルとなった頃の彼女が現れる。謝罪の言葉とともに兄妹の和解はなるが、悪食の悪魔に連れられ、姿を消す。悪魔の言葉を借りるなら彼女の魂は「墓場の主」になるための礎とされたという。
名の由来は『ファンタシースターII 還らざる時の終わりに』のネイから。
漫画版の一つである『おぺらぶっふぁ』ではラスボス役。リリアンヌを暗殺すべく暗躍するが、偽りの母にすぎないはずのマリアムに情を抱き葛藤する。
エルルカ＝クロックワーカー(Elluka Clockworker)
- モチーフ：巡音ルカ（ルカーナ＝オクト）
- 年齢：秘密♥
- 国籍：ルシフェニア王国→無国籍
- 人種：レヴィアンタ人
- 宗教：レヴィン教エルド派

悠久の時を生きる魔道師にして、ルシフェニア三英雄の一人。以前はアスモディンに身を寄せていたが、480年、アルスI世と「サノスン橋の誓い」と俗に言われる本人曰く雇用契約を結び、王女リリアンヌの代もまた、宮廷魔道師として王国に仕えている。
魔術を具体的な力として披露することはもちろん予言者としても有名で、王宮内には彼女の信者も多い。茶目っ気溢れる自由人でありながら意外と情に篤く世話焼き気質で、この時代の彼女が一番人間味あるエルルカであったと後世「Ma」は語っている。
大地神エルドの依頼により「大罪の器」を収集するため、同時に大切な友人たちと彼らに託されたものを守るべく、彼の眷属である二人の精霊を協力者として得る。が、王国の滅亡を回避することは叶わず、三英雄の座を自ら投げ打って国外に脱出した。
革命後はグーミリアとともにカイルが発令した「魔女狩り令」を躱しながら、各地の信奉者からの助力により活動するが、特殊部隊を率いて襲撃してきたアビスI.R.に身体を乗っ取られてしまった。しかし意識はグーミリアの身体に移していた為、グーミリアがアビスI.R.に追い詰められた時に表に出て、自身の魔道師としての経験とグーミリアの巨大な魔力を駆使して身体を取り返すことに成功した。
アビスI.R.との一応の決着が着いた後は、アビスI.R.がミキナに預けていた幾つかの大罪の器を手に入れ、グーミリアと共に大罪の器を探しに再び旅に出た。その後609年の「トラゲイ連続殺人事件」を機にグーミリアと共に犯罪組織「ペールノエル」に関わるようになり、611年に「ペールノエル」の首領ジュリア＝アベラールこと義妹イリーナ＝クロックワーカーから果たし状を受け、メリゴト高地で決闘を行った。その後、842年蛇国にて姿が目撃されており、今まで使っていたルカーナ＝オクトの身体に限界が近づき始めた為、その容姿を羨ましがったカヨ＝スドウの身体と交換している。
ミカエラ(Michaela)
- モチーフ：初音ミク（イブ=ムーンリット）
- 年齢：1028歳（外見年齢16歳）
- 国籍：エルフェゴート国
- 人種：精霊→エルフェ人
- 宗教：レヴィン教レヴィア派（建前上）

楽曲「悪ノ娘」における「隣国の緑の女」。大地神エルドの眷属の一人。本来、精霊は不可視・不定形の存在だがコマドリに好んで変化する。
明朗快活、好奇心旺盛な性格で、人間に興味を持っている。魔力が強いことを見込まれ、エルルカの「大罪の器」探しに協力することになる。エルルカの指示で人間に転生するに当たっては「原罪者」の姿を選んだ。精霊は明確な性別を持たないこともあって一人称は「僕」であるが、人間の女性としての立場では「私」を使っている。
差し当たっての拠点としたヤツキ村で”再会”したクラリスと行動を共にし、彼女と交流を深めながら、エルルカに教わった探査魔法を歌に乗せて走査し、大罪の器の大まかな位置を割り出つつあった。
やがてクラリスの義母の死をきっかけにクラリスと共に首都アケイドに渡ると、生活の糧と「大罪の器」の情報を求め、大商家フリージス家の使用人として働くことになる。歌声がキールの耳に留まったことをきっかけに彼による売り込みがはじまり、やがて国でも名を知らぬもののいない歌姫、誰からも愛される存在となる。
が、その公平で優しい性格と原罪者譲りの美貌が災いし、マーロン国王カイルの恋心を呼び込んでしまう。ミカエラ自身は彼の求婚を拒絶するが、その感情は国王独断でのリリアンヌ王女との婚約破棄につながり、エルフェゴートへのルシフェニアの侵攻、そしてミカエラ個人を抹殺するための「緑狩り令」へと発展する。
エルルカは安全策として精霊に戻るよう提案するが、この時点で人間としての感情が育ち、愛を理解しつつあった彼女はこれを拒否し、フリージス家の提供する隠れ家に匿われる。しかし、そこへ現れた何者かによって人間としてのミカエラは命を奪われ、亡骸は苗木へと姿を変えた。
これは依代である大樹の限界が近いエルドの差し金であり、自身が地上を去るに当たっての後継者をミカエラに選んだためである。後にクラリスのもとにグーミリア達が来訪し、苗木は彼女に預けられる。この時に魔術により、一時、人の姿を手にし、互いに告白の機会を得てクラリスに己の感情を伝えた。
やがて苗木として成長したミカエラは故郷である千年樹の森に戻され、友人の窮地を救うことになる。彼女の木は、エルド去りし後は急速に成長を遂げ、新たな千年樹として民衆に親しまれることになったが、自身は精霊時代以上に退屈な時間を得てしまった。そのため「映画館」の建設後は奮って介入を始めている。
セカンドピリオド時代の名前は「マイケル・アークロウ」で、男性であった。
グーミリア(Gumillia)
- モチーフ：GUMI（グミナ＝グラスレッド）
- 年齢：1028歳（外見年齢16歳）
- 国籍：エルフェゴート国→ルシフェニア王国→無国籍
- 人種：精霊→エルフェ人
- 宗教：レヴィン教レヴィア派（建前上）

大地神エルドの眷属の一人で、ミカエラの友達。本来、精霊は不可視・不定形の存在だがシマリスに好んで変化する。
無感情で淡々としたしゃべり方をするが、実際はとても友達思い。魔力が強いことを見込まれ、「三英雄」エルルカの後継者として魔術を教授されることになる。人間に転生するに当たっては「グミナ＝グラスレッド」の姿を選んだ。
潜在的な魔力はエルルカの肉体を凌ぐほどのもので、短時間で基本的な魔術も飲み込んで彼女の助けとなる。ルシフェン王朝には宮廷魔道師見習いとして仕えるが、エルルカに伴って出奔する。革命の動乱にあたっては師匠とともに故郷を救うための雨乞いを行い、親友のミカエラの決意を聞いて自らも人間として生きることを選択した。
革命後はエルルカとともに旅をしていたが、彼女とはぐれてからはその伝手を辿ってベルゼニア帝国で皇帝の相談役をしている。二年間の間に視力の問題から眼鏡を掛けるようになっており、口調もやや男性的だが流暢なものに変化している。実は身体を奪われたエルルカの意識も宿しており、エルルカの人格とグーミリアの人格がそれぞれ出ていた。後にエルルカの身体を取り戻すことに成功したが魔力を使い切ってしまい、回復を待つ時間など様々な天の配剤によって師匠ともども革命後の一連の動乱の決着には立ち会うことはなかった。
アビスI.R.との一応の決着が着いた後は、エルルカと共に旅に出た。その後609年に発生した「トラゲイ連続殺人事件」を機にエルルカと共に犯罪組織「ペールノエル」に関わるようになった。エルルカの方はその後842年蛇国で目撃されているのに対し、グーミリアの方は「ペールノエル」での一件以降姿を消している。
セカンドピリオド時代の名前は「グーミリア・マツモト」。

#### 家臣団
ミニス＝ステュープ
500年時点でのルシフェニア王国宰相。
アレンからは親の七光だけで現在の地位にいると評される人物で、事実王女の乱行を咎めることも出来ていない。
それでもアルス1世の時代から仕えている家臣なだけあって非常時である革命への対処は当初的確だったが、悪化とともに取り乱した。革命の最終局面においては一部重臣と共に王宮からの脱出を試みるものの、捕捉され生け捕りにされるはずが抵抗したため止む無く殺される。
エルルカとの会話から美少年愛好の趣味があったらしいことが示唆されている。
『Master of the Heavenly yard』では幻のルシフェニア王宮で行われていた晩餐会に出席する形で登場。
魂となったあとも宰相として王宮の職務に当たっていたが、"眠らせ姫"のgiftによって眠ってしまう。
その後アルスや三英雄たちと共に起き上がり、即席ルシフェニア連合軍の一員として戦況を分析、アルスに報告すると王宮を包囲するタサン党軍と激突する。
プレジ
マーロン国皇太后プリム＝マーロンの実弟。
491年、国王崩御後の混乱期は内務大臣を務めており、三英雄にもある程度は有能と認められる手腕の持ち主だった。
が、当時の宰相ジェネシアへの対抗心と姉への畏れから栄達を望み、姉から派遣された魔道師アビスI.R.の働きかけで王女リリアンヌに「悪食の悪魔」を憑かせる。当初は王子を傀儡とすることで国の実権を握る予定だったが、アビスが狙ったのが王女であったことから彼の計算は狂い始めた。
それでも王女の後見役に収まり皇后が不貞を働いていたと強弁することで強引に正統な王位継承権を主張するが、対抗するジェネシアを毒殺するなど焦りのあまりに常軌を逸していった。遂には悪魔に身を委ねて狂気とともに力を得て、凶行を目撃したエルルカと交戦し追い詰めるものの、結局マリアムの助力もあり敗死する。
野望は絶たれるものの、彼を捨て駒にする形でプリム皇太后とアビスI.R.による布石は打たれ、八年後の王国滅亡へと繋がっていくことに成る。
ジェネシア
491年時点でのルシフェニア王国宰相。
色魔として宮廷内で知られる人物で、その手管の巧みさはアンネ皇后との不貞という噂の信憑性をさほど低いものでなかったとされることからも窺い知れる。内務大臣プレジからは功績を横取りしたなどで恨まれていたが、実際の彼の能力は不明。
ジョルジュ＝オースディン
ルシフェニア建国時から軍人として王家に仕える貴族オースディン家出身のルシフェニア軍の将軍。
アルス1世の治世時にはアルス率いるルシフェニア軍の兵士として従軍し、徐々にその才覚を認められて最終的に将軍にまで上り詰めた。アルス死後のアンネ、リリアンヌの代にも将軍として仕え、リリアンヌによる『緑狩り令』を発端とするエルフェゴート侵攻の際にはルシフェニア軍の最高指揮官として軍を指揮し、瞬く間にエルフェゴートを征服した。
革命が勃発すると、ジョルジュは革命を抑えるために軍をルシフェニアに退却させようとするものの、現地のエルフェゴート人やレジスタンスの妨害を受けて失敗してしまった。
革命後はルシフェニアを併合したマーロン国王のカイルに仕え、彼のエヴィリオス地方統一の為にマーロン軍を指揮してベルゼニア帝国と戦うことになるが、本人は｢アルスのような人物ならまだしもカイルのような人物では地方統一の資格はない。｣と苦言を呈している。510年にルシフェニアが共和政として独立を回復すると、ルシフェニアへ帰郷した。
『悪徳のジャッジメント』『ネメシスの銃口』で登場する"民衆殺しの悪辣将軍"ことトニー＝オースディンは直系の子孫である。
『Master of the Heavenly yard』ではアルス1世率いる即席ルシフェニア連合軍の偵察部隊の指揮官として登場。自身の子孫であるトニー＝オースディン将軍率いるタサン党軍と激突する。

#### その他
シャルテット＝ラングレー
- モチーフ：重音テト
- 年齢：26歳（474-?）
- 国籍：ルシフェニア王国（後に抹消）
- 人種：NO DATA
- 宗教：レヴィン教レヴィア派

王宮に仕える侍女で、アレンの幼馴染。快活な性格から王女には気に入られており、ティータイムを共にすごすこともあるが、内心では傲慢な彼女に苦手意識を抱いている。
かつて盗賊にさらわれたことがあったが、ジェルメイヌとアレンの二人に救出される。そのことからジェルメイヌのことを歳下にも関わらず「姐さん」と呼んで慕っている。
「ッス」と語尾に付けることからわかるように、明朗で細かいことにはこだわらない、大らかな性格の持ち主である。怪力の持ち主で力仕事が得意だが、繊細な作業が苦手でよく物を壊している。一方で天才肌なところがあり、武器を持ったことが無いはずが、革命では特製の大剣を振り回して三英雄マリアムを追い詰めた。鍛冶屋の娘ということである発明をしたが、それも後々まで意外な活躍を見せる。
革命後は仲間のレジスタンス達とともに奮戦するが、結局は国外を頼ることになり、ベルゼニア帝国に身を寄せる。傭兵部隊となった仲間たちを取りまとめ、二代目の隊長として「ラングレー部隊」を指揮する。アビスI.R.との一応の決着が着いた後は、ジェルメイヌと共に旅に出る。しかし神聖レヴィアンタで、嫉妬を司る大罪の器「レヴィアンタの双剣」が原因で引き起こされた「新生四騎士事件」に巻き込まれ、生きていたアビスI.R.によってジェルメイヌを失った上に、大罪の器「レヴィアンタの双剣」の所有者となってしまう。しかし持ち前の性格から悪魔に取り憑かれることはなく、追っ手から逃れて蛇国に亡命。アビスI.R.の目を誤魔化すために鋏の形（後の「カヨの鋏」）に加工し守り続けた。
最期は蛇国・円尾坂にて、鋏をヴェノマニアに似た青年に託した後、大罪の器を狙ってきたジュリア=アベラール（ジェルメイヌの身体を乗っ取ったアビスI.R.）に単身で挑んだものの、年老いた身では到底敵わず、その身は焼き尽くされた。
ガスト＝ヴェノム
- モチーフ：神威がくぽ
- 年齢：39歳没(461-500)
- 国籍：無国籍
- 人種：アスモディン人
- 宗教：NO DATA

エヴィリオス地方では見慣れない武器「カタナ」を使う凄腕の傭兵。「アスモディンの悪魔」と呼ばれており、ルカーナ＝オクトの血を引くヴェノマニアの子孫。端整な顔立ちと長い髪から、よく女性と間違われるが、れっきとした男性である。
兵力不足に悩んだルシフェニア王国王都「ルシフェニアン」に彼率いる傭兵団共々招き入れられ、逗留する。しかし、彼自身は部下の手綱を取るつもりはないようで城下での乱暴も知らぬふりである。王都での民衆蜂起に当たって、配下の傭兵団は壊滅。
彼個人は革命の趨勢を見極め悠々と脱出するつもりだったが、アレンの秘密を告白しての懇願に心動かされ、革命の最終局面まで居残る。敗色濃い中でもレジスタンス等を苦しめ、その多くを討ち取った。
最期はジェルメイヌとの一騎討ちの果て、九割九分勝利を収めながらも彼女に見破られた僅かなクセを逆手に取られ、敗北。金のためと偽悪的に嘯きながら死に場所を見いだせたことに満足して逝った。なお、リリアンヌ王女は妹に似ていたらしい。
幼少期はヴェノマニア公の子孫ということで迫害を受けており、父を知らず母を早くに失ったこともあって妹のセイラを守りながら先祖由来の剣（ヴェノム・ソード）に助けられ、犯罪にも呵責を覚える余裕など無い、生きるのが精一杯の生活を送っていた。
この極貧生活の中、12歳の時に妹を眼前で失っている。奇しくもその夜、強盗目的にある老婆（アビス I.R.）に剣を向けた彼だったが、どういうわけか昏倒させられ、剣のみを持ち去られた。
しかし、全身を焼かれる重傷の中、介抱したアスモディン皇帝に実力を見出される。
登用された彼は剣の才を発揮してめきめきと頭角を表し、将軍格にまで登り詰めた。出世とともに、かつての「ゼノン」に替わる「ガスト」の名とかつての五公に由来する「ヴェノム」の姓を下賜され、この頃に同僚として後の三英雄マリアムと出会っている。
後に陰謀に巻き込まれ将軍殺しの罪で国外追放に遭った彼は傭兵となり、エルルカと護衛とその対象という形で知り合った。その際に「大罪の器」に関わる話を聞き、妹の影を追い求める故にか、後世のヴェノマニア公の子孫と同じく失った先祖伝来の剣を探し求めるようになっている。
リリアンヌ＝ムーシェ
- モチーフ：Lily
- 年齢：20歳（480-?）
- 国籍：マーロン国（旧ルシフェニア王国）
- 人種：ルシフェニア人
- 宗教：レヴィン教レヴィア派

旧ルシフェニア領レタサン要塞軍総司令。
自身のことを「俺」と呼ぶ男勝りな女将軍であり、気さくではあるが軍規には厳しく配下の士気も高い。
ルシフェニア革命で仮面の男に戦い落命したギャストン＝ムーシェ将軍の実娘であるが、父の教えもあって戦場の出来事と割り切っており仇相手でも私情を持ち込もうとしない、からりとした性格の持ち主である。戦場ではランスを用いる。
ムーシェ家はルシフェニア王家に連なる名家であり、両名の由来として王女の曾祖母かつ、かつての女帝リリアンヌ＝ローゼスから取られた名を与えられた。が、革命後は「悪ノ娘」と同じ名で呼ばれることを嫌がり、普段は愛称の「リリィ」を名乗っている。
503年から二年務めた要塞司令の座を入れ替わりに入ったネイに追われ、そこに機を見たため、ベルゼニアに一時亡命する。同時期に帝都で発生していた屍兵の群れの大将首を手土産に一応の信任を得ると、ベルゼニアによる要塞奪還に協力する。一連のレタサン政変終結後はルシフェニアに復帰、様々な経緯を経て「新生四騎士事件」ではジェルメイヌと決闘し、勝利を収めた。結婚後に除隊すると二児を儲けたという。
コーパ
- 人種：ルシフェニア人

ルシフェニア王宮御用達の商人。キールと繋がりがあり、「緑狩り」の発令の後エルフェゴートから逃れてきたキール一家を屋敷に匿っていた。クラリスがルシフェニア軍に捕まった際、キールからの依頼でルシフェニア上層部に多額の金を払って彼女の身柄を預かり、屋敷で待つキールに引き渡した。
イヴェット
- 人種：アスモディン人
- 宗教：レヴィン教エルド派

ルシフェニアにあるエルド派修道院の院長。キールが孤児院も兼ねている修道院の出資者であり、彼から紹介を受けたクラリスや彼女が発見したリンを迎え入れ、二人のことを娘同然に大切に想っている。
元はアスモディンの軍人の家の出身で、亡き父から受け継いだ憤怒の器「黄金の鍵」を所持していた。10歳の時に母親がシャルカム将軍と再婚するも、義父や義兄たちから愛されず辛い日々を送っていた。狂信的なレヴィン教徒であった義父は、ヴェノマニアの子孫である部下のガスト＝ヴェノムを嫌っており（ガストはアスモディン皇帝に登用されていた為、皇帝にガストの追放を直訴しても聞き入れられなかった）14歳の頃に家を訪ねてきた、かつてガストの隣人であったエルフェゴート人の男性とアビスI.R.にガストの妹セイラに瓜二つであることを見込まれ、義父の立てたガストを陥れる計画に協力させられた。
遺跡の祭壇でガストの妹セイラを演じていく中で彼に好意を抱くようになり、ヴェノマニアの子孫である事を周囲に知られたガストが軍を抜けるつもりである事を知り、彼が殺されずに済むと内心喜んだ。しかし義父は最早ガストを殺す事しか頭になく、話を聞いてくれない義父への怒りから憤怒の悪魔に取り憑かれ、横にいたアビスI.R.をも跳ね除けて「黄金の鍵」で義父を殺害した。その後は「黄金の鍵」の力で義兄たちやアビスI.R.の追跡を振り切って逃げ続け、巡礼中のエルド派修道士と出会い引き取られた。キールの出資でエルド派修道院が出来上がった後に、何故か形を変えることができなくなった「黄金の鍵」を修道院に封印したが、ミキナの身体を借りたアビスI.R.が訪れた時には封印した筈の場所からは消えていた。

### エルフェゴート国
ソーニ＝エルフィン
現国王。穏健な平和主義者。
クラリス(Clarith)
- モチーフ：弱音ハク
- 年齢：21歳（479-?）
- 国籍：エルフェゴート国→ルシフェニア王国
- 人種：ネツマ族
- 宗教：レヴィン教エルド派

楽曲「白ノ娘」における「白い髪の私」。ヤツキ村に暮らすネツマ族の少女。周囲のエルフェ人とは異なる民族のため幼い頃から蔑まれ、周囲と違う白い髪と赤い瞳にコンプレックスを抱いてきた。そのため「生きていてごめんなさい」が口癖の卑屈な性格になってしまう。何事にも懸命に取り組むが、不器用で要領が悪い。まじない師であった義母の影響で字の読み書きができる。
母親は末期のグーラ病にかかっており、間もなく訪れる孤独からエルドの樹に「誰でもいい、私の『友達』になってほしい」と祈った。その数日後、倒れているミカエラの姿を見つけて共に暮らすようになり、彼女の優しさに触れ次第に惹かれあっていった。母の死後、村長に甥のオイゲンを毒殺した罪をなすりつけられそうになり、ミカエラと共に村から逃げエインの伝手でアケイドに向かい、アケイドに屋敷を構えるフリージス家の夫人ミキナに使用人として雇われる事になった。屋敷では生来の性格からあまり家事の効率は良くなかったが、料理は上手くなり、とりわけブリオッシュを作るのが得意となった。また、ユキナの子守を任されることになり彼女から懐かれている。
「緑狩り令」を逃れるため、フリージス家の隠れ家にミカエラと共に隠れようとするが、ルシフェニア兵に発見され、エインにミカエラを託し、自身が身代わりとなって投降した。軍の尋問中にミカエラの死を知り、舌を噛んで自殺しようとしたが一命をとりとめ、ルシフェニアの商人であるコーパを通じてキールに引き渡された。ミカエラのことを思い出してしまう辛さから、キールの伝手で、ルシフェニアにあるエルド派の修道院併設の孤児院で働く事になる。その後、修道院を訪れてきたエルルカとグーミリアに、ミカエラの正体と彼女が新たな千年樹の苗木となったことを聞かされ、僅かな間だけかつての姿となったミカエラに、互いに愛していると伝えあった。
それからしばらくして港で倒れているリンを見つけ、介抱し修道院に迎え入れた。最初はリンの我が儘に辟易していたが、自分の過去の境遇から彼女に優しく接し続け、彼女から心を開かれるようになる。しかし真夜中にリンの懺悔を聞いたことで、彼女がミカエラを死に追い詰めた「悪ノ娘」であることを知り、その憎しみから生まれた憤怒から、ナイフを手に港にいたリンを殺そうとする。しかしアレンの幻と、ミカエラは復讐を望まないだろう、という思いから踏みとどまり、リンの髪を切るだけに留まった。
後にネツマ族の迫害をなくすために修道院から出たが、リンとは生涯を通じて友人であり続けた。その後はクラリス修道会を設立し、シスター・クラリスとして歴史にその名を残している。
名の由来は『ルパン三世 カリオストロの城』のクラリス・ド・カリオストロから。
クラリス母
公式に名前は決定されていない。過去に「まじない師」として活動していた。まじない師とは、薬を密造していた者達の総称のようである。彼女は、過去にプリム＝マーロンに謎の薬を渡したことがあり、癒着していた疑惑がある。悪ノP曰く「結構な悪人」まじない師という職業ゆえか「魔術」や「精霊」などについての知識があり、コマドリの姿であったミカエラを「精霊」であると認識していた。晩年には、グーラ病にかかり、味覚に異常をきたすようになり蟲を好んで食べていた。
エイン
- 国籍：エルフェゴート国
- 人種：エルフェゴート人

ヤツキ村の村長の息子。強欲で口うるさい父親とは似ても似つかない好青年で、村の女性からも人気が高い。クラリスに好意を抱いている。父親がフェリクス伯爵に上納する土地代を着服し、横流しを脅してきた甥であり補佐のオイゲンを殺害した際、その罪をクラリスに着せようとしている事に気付き、クラリスとミカエラを逃がした。その後伯爵に告発して父親が逮捕された後、伯爵に頼みエルフェゴート軍に所属している。
ルシフェニアとの戦争が勃発した際、ヤツキ村にある隠れ家に戻ってきたクラリスとミカエラを助ける。そしてクラリスに睡眠薬で眠らされたミカエラをフリージス家の隠れ家まで連れて行くが、ミカエラの身代わりとなったクラリスを助けに行こうとして返り討ちに遭い、目が覚めて隠れ家の外に出たミカエラが見つけた時には既に息を引き取っていた。

#### フリージス家
キール＝フリージス
- モチーフ：氷山キヨテル
- 年齢：27歳（473-?）
- 国籍：マーロン国
- 人種：マーロン人
- 宗教：レヴィン教エルド派

楽曲「白ノ娘」における「裕福な商人」。エルフェゴート国の首都アケイドに屋敷を構える豪商で、マーロン国からの移民でありながら国内随一の資産家。商業連盟の総帥を務め、政治的影響力も強く、様々な情報網を有している。しかし我が子にはめっぽう弱く親バカっぷりを発揮しており、ユキナの家出中は彼女の意志を尊重しつつも意気消沈し、自ら迎えに行こうとして妻や家人に幾度となく止められている。また商人らしいシビアさとは裏腹に、使用人を含む身内を守り抜こうという気概も持っており、妻が使用人として雇ったミカエラが人間ではないことに気付きつつも彼女の身を案じており、ミカエラの死後に残されたクラリスのことも気にかけていた。マーロン男性の倣いか収集癖を持っており、自覚ないままに「大罪の器」などの珍品を溜め込んでいる。
マーロン国王カイルとは長い付き合いの友人で「毎月晩餐会にやってくる遊び人」と毒づけるほどの、所謂気の置けない仲である。
実は、セト=トワイライトのクローン「ghoul child」の一人。古代の時代から冷却装置の中で赤子の状態で眠り続けていたが、およそ100年前の地震によって目覚め、そのまま地上世界へ紛れ込んだ。
ミキナ＝フリージス
- モチーフ：SF-A2 開発コード miki
- 年齢：27歳（473-?）
- 国籍：マーロン国
- 人種：マーロン人
- 宗教：レヴィン教エルド派

楽曲「白ノ娘」における「裕福な商人の妻」。キールの妻。マーロン国有数の名家スファルツ家の令嬢だが、家を捨ててキールと駆け落ちした。夫ほどの親バカではないが子供想い。過去の出来事からエルフェ人を嫌っているが、ミカエラとクラリスの熱意に負け二人を使用人として雇った。
歳に見合わない童顔で、初対面のはずのエルルカが彼女を見て驚く一幕もあったが原因は不明。猫が大の苦手である。
実はアビスI.R.の器のひとりで、大罪の器「マーロン・スプーン」の持ち主。ユキナを生んだ当時は貧しく、第二子であるショウを堕ろす決意をして堕胎の薬を得るためにヤツキ村のまじない師に会いに行ったところ、道中でおしのびでヤツキ村に向かっていたプリム皇后に出会う。彼女に事情を話したところ金運の品としてマーロン・スプーンを受け取り、それ以降夫の商売は繁盛し裕福になった。
しかしエルフェ人の子守りの裏切りで父親に居場所がバレてしまい、夫の留守中に赤ん坊のショウを父親に奪われそうになり、その際ショウを渡すまいという強い感情からマーロン・スプーンの青い炎が発動し、父や父の従者やエルフェ人の子守りを焼き殺した。家財は一切燃えず子守りに抱かれていたショウは背中の火傷で済んだことから、マーロン・スプーンが特別なものであることに気付き、プリム皇后に謁見して問い詰めたところマーロン・スプーンが大罪の器であること、そして強欲の悪魔と契約してしまっていることを知り、悪魔による家族の崩壊を防ぐためにプリム皇后及びアビスI.R.に従わざるを得なくなった。
ユキナ＝フリージス
- モチーフ：歌愛ユキ
- 年齢：9歳（491-?）
- 国籍：マーロン国
- 人種：マーロン人
- 宗教：レヴィン教エルド派

豪商フリージス家の長女。
童話にはじまりラブロマンスなど多岐に及ぶ文才を幼少から発揮する新人小説家でもある。エヴィリオス地方でファンを見つけることは難しくなく、事実シャルテットなどは熱烈に彼女の作品を待望している。
『悪ノ娘』シリーズ後半における主人公であり、剣を取ることはないが文筆家として真実を後世に引き継がせる語り部的な存在。
革命後はその裏側、延べては歴史の真実を知るべく親元を飛び出して諸国を回っており、旅の中で幼い令嬢には似つかわしくないアグレッシブさを発揮している。場合によっては親の威光を借りる強かさも持ち合わせる。
旅の途中、緊張状態にあった国境のレタサン要塞をリリィ司令と知り合う形で抜け、「悪食娘」の史跡を追うべく入国したベルゼニアにて旧知のグーミリアと再会する。旧来から持つエルルカ等とのコネから魔術や「大罪の器」については興味を持って見つめている。
屍兵に始まり、数々の事件の目撃によってそれらの存在を確信するが、親しい仲でもあるマーロン王の凶変やアビスとグーミリアらの人知を越えた交戦を目にし、彼女を突き動かすのは単なる好奇心ではなくなる。己の無力さを痛感し、無茶を通して危険地帯に飛び込もうとするその姿を見て、カイルはそれは弱さであると看破して諭したことから思い留まり後世に伝える歴史の編纂者となることを約束する。
しかし、愛する母に裏があることに気づいてしまったことから、手紙を残し独断かつ単身で母を探して浜辺の修道院に辿り着く。慕っていたクラリスとの再会も束の間、母の口から語られる衝撃の告白に我を忘れ、一時は死を覚悟した。それでもアビスの最期に立ち合い、未来を見据え前に進むと誓う。その後は隠遁生活を送るカイルと同棲し、婚姻することこそなかったものの彼の幸せを横で見つめ続けた。
彼女の作品はフリージス童話として、一般的に知られたリリアンヌ王女の最期を書いた『あくのむすめ』、クラリスとミカエラを語った『いつきのおとめ』、他に『ヘビとカエルのおはなし』など。他に一般に流通することのないが、好事家に高値で取引される私書を大量に後世に遺しており、その中の一つに悪魔が革命に関わっていたと語る『悪ノ娘』が存在する。
ショウ＝フリージス
- モチーフ：月読ショウタ
- 年齢：7歳（493-609）
- 国籍：マーロン国
- 人種：マーロン人
- 宗教：レヴィン教エルド派

豪商フリージス家の長男で、ユキナの弟。父親の跡継ぎ候補であり、姉と違い礼儀正しくしっかりもの。姉とカイルとジェルメイヌをマーロンにある自宅に連れて帰る際、迎えに来た。
父キールの負傷によって若齢にしてフリージス家を相続し、父の後見あってこそとは言えそれを務め上げた。後の「フリージス財団」を設立する。
アイル＝フリージス
- モチーフ：月読アイ
- 年齢：5歳（495-?）
- 国籍：マーロン国
- 人種：マーロン人
- 宗教：レヴィン教エルド派

豪商フリージス家の次女。まだ幼く、両親や姉兄に甘えている。昔から病弱で、かつてはミキナがつきっきりで看病していたこともあった。
ユキナが家出のように家を飛び出していったあとに少しよくなったようだが、姉が帰ってきたと知り走って母の部屋まで迎えに来た時はせき込んでいた。

### マーロン王家
カイル＝マーロン
- モチーフ：KAITO
- 年齢：26歳（474-?）
- 国籍：マーロン国
- 人種：マーロン人
- 宗教：レヴィン教レヴィア派

楽曲「悪ノ娘」における「海の向こうの青い人」。
西海の島国マーロンの王であり、この時代における「アダムの魂」。
王様ではあるが、下の者にも驕らない気さくな人柄の持ち主である。
王たる我が身に誇りを持っているが、所詮は母である皇太后の敷いたレールの上を歩いているだけではないかという思いが捨てられず、事実尊敬しつつも頭が上がらない。
が、ミカエラに一目惚れしたことから、独断でリリアンヌとの婚約を破棄してしまう。この事は、立場を弁えないあまりにも浅薄な行為だとして多くの人物から酷評され、結果として緑の国が滅びる事になった全ての元凶となる。
その裏には、色欲の悪魔の力が働いていた。犠牲になったミカエラへの復讐のために「仮面の男」カーチェスとして、手勢を率い革命を表裏の両面から支援する。
革命後もミカエラを失ったという喪失感は埋められず、彼女の真の仇を追うべく「魔女狩り令」を発令、一時的な統治であったはずの革命後のルシフェニアを自国に併合し、大陸に覇を唱えようと更なる拡張主義を取った。
生来の生真面目な性格から、自身の凡庸さを自覚しつつもそれを克服しようとしているが、その裏には幼少から母に持たされていた「大罪の器」の影響があった。それをジェルメイヌに指摘され動揺するも、傲慢の悪魔のために万能感は膨らみ、遂には悪魔そのものと化して「千年樹の森」に飛び立つ。悪魔が混在する意識の中でジェルメイヌを真の仇として争うが、グーミリア、続いてミカエラによる「クロックワーカーの秘術」によって彼の中の悪魔は祓われる。誤解を解いた彼は一行と和解し、母の真意を問いただすべく母国に帰国する。
しかし面会した母から衝撃の告白を受け、続く妹ネイによる母の死などにより、癒すことのできない心の傷を抱えることになった。
若いころに画家を志していたことがあったが、母の差し金により大家から酷評され、何より己の立場という現実を埋めることも出来ずに挫折した。その頃の作品はすべて焼却したものの、縁戚を描いた「浜辺の少女」一枚だけは手許に残していた。画家としての名は「カーチェス＝クリム。正統マーロン国を興した先祖の名であり、後の革命にもその名で参加している。
ルシフェニアを共和国として再独立させた後、王位をアルカトイルに譲って野に下る。その後はかつての夢を取り戻し、大成することこそなかったものの、画家としてユキナと共に穏やかな余生を送った。
プリム＝マーロン
- モチーフ：PRIMA
- 年齢：48歳没（457-505）
- 国籍：マーロン国
- 人種：ルシフェニア人
- 宗教：レヴィン教レヴィア派

マーロン国の皇太后にして、カイルの生母。
ルシフェニアの大貴族ログゼ家出身で、先代女王のアンネやその前王アルスは親交が深かった。二人の婚姻を祝福した後、海を渡りマーロン王妃となる。ちなみに彼女の生家は毒薬にも詳しく、当時の新型毒薬「gift」もいち早く入手している。
魔術に興味を持っていたことからエルルカには一時師事していたことがあり、彼女が去った後はアビスI.R.を魔道師として近辺に置いている。極めて厳格かつすさまじい能力主義者であるが、同時に愛息カイルを溺愛している。夫を女遊びしか能の無い人と言い捨てる一方で自らの血を引く息子が偉大な王として大成することを望んでおり、確たる証拠はないものの夫が残した異母子を粛清したとされている。
母の意向に逆らえないカイルを親のエゴで導く一方で悪魔憑きの鏡を渡すなど謎が多いが、その実はルシフェニア革命とその前提となる国王夫妻の死などの一連の騒乱を引き起こした黒幕である。
カイルにその真意を語るが、その動機は己の才覚への矜持が高過ぎ傲慢であったため。内心で見下していたはずが上を行かれたアンネとその娘を屈服させるためというもので、自ら葬ってきたはずの者達を自覚がないのか惚けているのか知らぬ存ぜぬで嘯いてみせ、自らの血族をも手駒同然に扱うなど、その余りの身勝手さに実の息子をして「あなたは狂っている」と言わしめている。
そして、悪魔に憑かれたカイルを王者としての覇気を持ち、かつ扱いやすい息子であるという理想的な状態とみなしたため、自国に屍兵を発生させることで、「ハートビート・クロックタワー」のある場所まで呼び寄せて今一度悪魔憑きにしようと目論んだ。
が、忠実なはずのネイの言葉を無視したのが祟り、誰も予想だにできない形で殺される。その遺体は皇太后として手厚く葬られ、その墓の隣に特務工作部隊長ネイのそれが置かれたという。
アルカトイル＝マーロン
- 国籍：マーロン国
- 宗教：レヴィン教レヴィア派

カイルの異母兄弟の内、生存する数少ない一人。母の判断でいち早く臣籍に降ることによってプリムの粛清を免れた。
能力的には優秀で実力主義の皇太后に認められており、カイルの信任も篤い。外見上は赤毛である以外カイルによく似ている。後にカイルの譲位を受けて国王に即位し、以後の王統は彼から流れることになった。

#### 家臣団
アビスI.R.
プリム＝マーロンに仕える王宮魔道師で、常に赤猫を連れている老婆。その正体はこの時代におけるイリーナ＝クロックワーカー。
本体の赤猫を媒介に様々な人間に取り憑くことができ、作中で依代となっている老婆の素性はヘッジホッグ卿に仕えた魔道師の子孫のものと本人の口から語られているが、明瞭にはされていない。権力者などに取り入りながら歴史の影で暗躍し「悪意」をばらまいてきた。
プリムの下、様々な謀略に加担してはいるが、実際は常に自分の目的の為に動いている。自由に扱える身体のストックを作る意味でかつて悪魔に取り憑かれたリリアンヌの生存も彼女に執心していたプリムには黙っていた。「悪ノ娘」ことリリアンヌが表向きに処刑された後、特殊部隊を率いてエルルカとグーミリアを襲撃し、グーミリアは取り逃がしてしまったもののエルルカを捕え、老婆からエルルカに身体を乗り換える。そのためマーロン王宮では老婆としてのアビスI.R.は死亡したことになっていた。
三年後にグーミリアに意識を移していたエルルカに敗れて体を追い出されるも、以前からプリムに従っていたミキナ＝フリージスに赤猫の姿で近づいて身体を乗っ取り、プリムの死後エルルカたちに捕らわれたネイ＝マーロンを殺害し、大罪の器を全て奪った。後にネイを殺害した時に身に着けていた仮面から、ミキナの正体に気付いたユキナとジェルメイヌに追い詰められ、ジェルメイヌに赤猫のぬいぐるみを破壊された。
しかし、実は生きており、「新生四騎士事件」と呼ばれる神聖レヴィアンタで起こった事件においてジェルメイヌと再会し、彼女に勝利し身体を乗っ取った。以降ジェルメイヌの身体を乗っ取ったアビスI.R.は「ジュリア＝アベラール」として後世に現れ、暗躍し続けている。
マルギット
カイルが幼少の時、彼に仕えていた家庭教師で子供ながらに恋心を抱いていた。
容貌はミカエラ（＝原罪者）に似ており、果たせなかった彼の恋心は彼女へ遷ろうことになる。

## 登場する国
ルシフェニア王国
エヴィリオス地方中部の大国。
同地方で最大の領土をもつ国で、E.C.490年頃に先代国王アルス1世の侵略戦争でアスモディン、そして旧宗主国のベルゼニア帝国から領土を獲得した。
『悪ノ娘』劇中では、E.C.500年に起きたエルフェゴート侵攻や、ルシフェニア革命の主な舞台として登場し、E.C.500年12月26日に圧政に苦しむ民衆がレジスタンスを組織して蜂起、ルシフェニア革命が勃発。
王女リリアンヌは処刑され、ルシフェニア王国は滅亡し、その後マーロン国による数年の統治を経てE.C.510年に共和国として再独立する。
エルフェゴート国
エヴィリオス地方北部にあるルシフェニアの隣国。
エヴィリオス地方では最古の国とされ、『悪ノ娘』劇中では、ルシフェニアによる侵攻で同国女性が王族を除いてほぼ虐殺されてしまった。ルシフェニアとは序盤は友好関係であった。
革命の際には未だエルフェゴートを占領するルシフェニア軍を妨害したり、レジスタンスへの支援を行った。
アスモディン
ルシフェニアの東側に位置する隣国。
かつてはルシフェニアと覇を競った国と言われる。
『悪ノ娘』劇中では、舞台にはならないが、ガスト=ヴェノムとマリアム=フタピエが仕えた国として回想で登場する。
神聖レヴィアンタ
エヴィリオス地方最北端。
エルフェゴートの北部に位置する国で、紀元前には旧レヴィアンタ魔道王国が存在した。
『悪ノ娘』劇中では、レヴィン大教会陥落を目論む犯罪組織アポカリプスが引き起こしたE.C.508年の『新生四騎士事件』の舞台となる。
ベルゼニア帝国
エヴィリオス地方最南端。
ルシフェニアの南東部の国で、ルシフェニアとアスモディンのかつての宗主国。
E.C.500年次点で既に往年の勢いはなく、要衝であるレタサン要塞も既にルシフェニア側に奪取されている。『悪ノ娘』劇中では、後半の主な舞台となり、旧レジスタンスなどがベルゼニア帝国側の勢力して登場した。要衝であるレタサン要塞は、後にベルゼニア帝国へ返還された。
マーロン国
西部のハーク海を隔てて位置する島国。
『悪ノ娘』劇中では、ルシフェニアの同盟国として登場するが、中盤で同盟は決裂。
カイル=マーロン国王の国であるが、その実権は皇太后プリム=マーロンが掌握しており、全てを裏から操っていた黒幕の国である。
悪ノ娘シリーズの後半の主な舞台となる。

## 楽曲収録

### オリジナル版
以下、「悪ノ娘」関連楽曲を含めて、作者であるmothy_悪ノP自身が発表した楽曲を対象とする。
| #   | タイトル                 | 作詞・作曲  | feet.                | 時間 |
| --- | ------------------------ | ----------- | -------------------- | ---- |
| 6.  | 「トワイライトプランク」 | mothy_悪ノP | 鏡音リン・鏡音レン   | 5:01 |
| 7.  | 「悪ノ娘」               | mothy_悪ノP | 鏡音リン             | 4:35 |
| 8.  | 「悪ノ召使」             | mothy_悪ノP | 鏡音レン             | 4:49 |
| 9.  | 「リグレットメッセージ」 | mothy_悪ノP | 鏡音リン             | 3:22 |
| 10. | 「白ノ娘」               | mothy_悪ノP | 弱音ハク（初音ミク） | 4:54 |
| 11. | 「Re_birthday」          | mothy_悪ノP | 鏡音レン             | 4:17 |

| #  | タイトル     | 作詞・作曲  | feet.    |
| -- | ------------ | ----------- | -------- |
| 6. | 「悪ノ娘」   | mothy_悪ノP | 鏡音リン |
| 7. | 「悪ノ召使」 | mothy_悪ノP | 鏡音レン |

| #  | タイトル                                    | 作詞・作曲  | 編曲 | feet.    |
| -- | ------------------------------------------- | ----------- | ---- | -------- |
| 1. | 「英雄の鎧は常に紅く」                      | mothy_悪ノP | ―    | MEIKO    |
| 2. | 「逆さ墓標のネオマリア」                    | mothy_悪ノP | ―    | MAYU     |
| 3. | 「あの橋に誓って」                          | mothy_悪ノP | ―    | 巡音ルカ |
| 4. | 「英雄の鎧は常に紅く(Off Vocal Version)」   | mothy_悪ノP | ―    | ―        |
| 5. | 「逆さ墓標のネオマリア(Off Vocal Version)」 | mothy_悪ノP | ―    | ―        |
| 6. | 「あの橋に誓って(Off Vocal Version)」       | mothy_悪ノP | ―    | ―        |

### カバー
| 発売日 | タイトル                                                                    | レーベル | 収録曲 | 備考 |
| ------ | --------------------------------------------------------------------------- | -------- | ------ | ---- |
|        | 下田麻美『悪ノ娘〜凄艶のジェミニ〜 ボーカル＆サウンドトラック』（後述参照） |          |        |      |

### その他 (楽曲収録)
- 歌声合成ソフトウェア
  - 2010年12月25日 - 同月27日発売の「鏡音リンレン・アペンド（RIN/LEN APPEND）」に先行したサンプル楽曲として、楽曲「悪ノ娘」（[RIN：power(warm)]使用）・「悪ノ召使」（[LEN：power(cold)]使用）を提供。[39][40]

## 演劇作品

### 舞台『悪ノ娘〜凄艶のジェミニ〜』
『悪ノ娘〜凄艶のジェミニ〜』は、X-QUESTによる「悪ノ娘」、「悪ノ召使」、「リグレットメッセージ」の三部作を原案とした舞台作品。鏡音リン・レンの音声を担当した下田麻美によるカバーアルバム『Prism』の企画が縁で実現したものだという。「悪ノ娘」を元にした舞台劇はアマチュア劇団によるものなど他にも存在するが、本作については本格的な舞台ということでmothyもシナリオに係わっている。2010年1月27日から1月31日まで、東京芸術劇場にて上演された。
- 原案・監修 - mothy_悪ノP
- 脚本・演出 - トクナガヒデカツ
- 主な出演者 - 松山友紀、眞鍋公輔、内山正則、本多もも、浅見臣樹、真田アサミ、水沢めい、アイシス
- ナレーション - 下田麻美

#### サウンドトラックアルバム
『悪ノ娘〜凄艶のジェミニ〜 ボーカル＆サウンドトラック』は、舞台『悪ノ娘〜凄艶のジェミニ〜』 のサウンドトラックアルバム。下田麻美の歌う「悪ノ娘」、「悪ノ召使」、「リグレットメッセージ」、「トワイライトプランク」と、カンガルー鈴木による劇中BGMが収録されている。ボーカル曲のうち「トワイライトプランク」については鏡音リン・レンでの曲のカバーではなく、本舞台の王女と召使の子供時代のシーンのために新曲として書き下ろされた。ジャケットイラストは、壱加による描き下ろしである。
1. 序
2. 悪ノ娘
歌：鏡音リン feat. 下田麻美
3. 王宮ノ人々
4. 黄ノ国ノ王女
5. 悪ノ召使
歌：鏡音レン feat. 下田麻美
6. 緑ノ国ノ少女
7. 青ノ戦士
8. 赤ノ革命者
9. トワイライトプランク
歌：鏡音リン・レン feat. 下田麻美
10. 戦火騒乱
11. 二人ノ王女
12. リグレットメッセージ
歌：鏡音リン feat. 下田麻美

### ミュージカル『悪ノ娘』
『ミュージカル『悪ノ娘』』のタイトルで2017年6月4日から11日にかけて東京・あうるすぽっとを会場に初演が公演された。2019年4月6日から14日にかけて東京・あうるすぽっとを会場に再演された。2021年10月8日から12日にかけて東京・草月ホールを会場に再々演が公演された。2024年3月13日から17日にかけて東京・こくみん共済 coop ホール / スペース・ゼロを会場に4度目の公演が行われた。それぞれDVD化されている。

#### 2017年（ミュージカル）
- 原案 - mothy_悪ノP
- 脚本・演出 - トクナガヒデカツ
- 主な出演者
  - リリアンヌ：田中れいな
  - アレン：山本和臣
  - ジェルメイヌ：鈴木ふみ奈
  - クラリス：高野祐衣
  - ミカエラ：中村裕香里
  - ネイ：多田愛佳
  - カイル：鎌苅健太
  - レオンハルト：野久保直樹
  - シャルテット：島名ひとみ
  - キール：木田健太
  - アルカトイル：竹石悟朗
  - ジョセフィーヌ：高田淳
  - ミナージュ：大野清志
  - ヨーク：青山太久
  - マリアム：勝部祐子
  - ミニス：渡辺克己

#### 2019年（ミュージカル）
- 原案 - mothy_悪ノP
- 脚本・演出 - トクナガヒデカツ
- 主な出演者
  - リリアンヌ：田中れいな
  - アレン：星波
  - ジェルメイヌ：護あさな
  - ミカエラ：yucat
  - クラリス：宮崎理奈
  - カイル：谷佳樹
  - レオンハルト：友常勇気
  - エルルカ：橋本愛奈
  - ミナージュ：加藤真央
  - ヨーク：山本誠大
  - アルカトイル：岩崎良祐
  - ジョセフィーヌ：前田隆太朗
  - キール：福地教光
  - シャルテット：搗宮姫奈
  - ネイ：西野亜弥（サンスポアイドルリポーターSIR）
  - マリアム：児玉奈々子
  - ミニス：蜂巣和紀
  - パン屋父：竹野聡
  - パン屋娘：太田薫子（サンスポアイドルリポーターSIR）

#### 2021年（ミュージカル）
- 原案 - mothy_悪ノP
- 脚本・演出 - トクナガヒデカツ
- 音楽 -和田俊輔
- 主な出演者
  - リリアンヌ：藍染カレン（ZOC）
  - アレン：三品瑠香（わーすた）
  - ジェルメイヌ：谷口めぐ（AKB48）
  - ミカエラ：天城サリー（22/7）
  - クラリス：大西桃香（AKB48）
  - カイル：高本学
  - レオンハルト：輝馬
  - エルルカ：佐咲紗花
  - ミナージュ：深澤悠斗
  - ヨーク：菊池颯人
  - アルカトイル：岩崎悠雅
  - ジョセフィーヌ：前田隆太朗
  - キール：松田彩希
  - シャルテット：江﨑葵（虹色の飛行少女）
  - ネイ：河瀬詩（22/7）
  - マリアム：宮崎理奈
  - グーミリア：浜浦彩乃
  - ミニス：小島ことり

#### 2024年（ミュージカル）
- 原案 - mothy_悪ノP
- 脚本・演出 - トクナガヒデカツ
- 音楽 -和田俊輔
- 主な出演者
  - リリアンヌ：藍染カレン
  - アレン：三品瑠香
  - ジェルメイヌ：浜浦彩乃
  - クラリス：山口真帆
  - ミカエラ：天城サリー
  - カイル：古谷大和
  - レオンハルト：瀬戸啓太
  - ジョセフィーヌ：＿＿（アンダーバー）
  - キール：山沖勇輝
  - ネイ：澤田美晴
  - シャルテット：加藤夕夏
  - マリアム：中村裕香里
  - エルルカ：西葉瑞希
  - グーミリア：松田彩希
  - アルカトイル：千葉瑞己
  - ミナージュ：松原凛
  - ヨーク：山﨑玲央
  - マーク：宮尾颯
  - ミニス大臣：小島ことり
  - ミスキッシュ（パン屋姉妹）：鈴音ひとみ
  - ミスカンパーニュ（パン屋姉妹）：千歳ゆう

## 漫画作品

### 漫画『COMIC悪ノ娘』
小説シリーズのコミカライズ。

#### 単行本
悪ノP（mothy）（原作）・壱加（漫画）、PHP研究所から発売。全4巻。
- 第一幕（2014年2月15日発売）、ISBN 978-4-569-81665-4
- 第二幕（2014年12月26日発売）、ISBN 978-4-569-82347-8
- 第三幕（2016年1月26日発売）、ISBN 978-4-569-82775-9
- 第四幕（2017年3月16日発売）、ISBN 978-4-569-83578-5

### 漫画『悪ノ娘喜劇化ぷろじぇくと』
単行本では企画タイトルの『悪ノ娘喜劇化ぷろじぇくと』とは記載されていない。詳細は#概要を参照。

#### 単行本
mothy_悪ノP（原案）・けん（漫画） 『あくむす』 KADOKAWA/アスキー・メディアワークス、全2巻
- 1巻、（2014年2月27日発売）、ISBN 978-4048662345
- 2巻、（2015年1月24日発売）、ISBN 978-4048691079

mothy_悪ノP（原案）・眼鏡犬（漫画） 『悪ノ召使 〜おぺらぶっふぁ！〜』 KADOKAWA/アスキー・メディアワークス、全2巻
- 1巻、（2014年2月27日発売）、ISBN 978-4048662352
- 2巻、（2015年1月24日発売）、ISBN 978-4048690874

### 漫画『悪ノ四重奏』
『悪ノ四重奏（カルテット）』は悪ノ大罪シリーズの4コマパロディ作品。

#### 単行本
mothy_悪ノP（原案）・たまら（漫画）『悪ノ四重奏』 PHP研究所
- （2014年12月19日発売）、ISBN 978-4569822020

## 書誌情報
本楽曲を原作・原案とした書籍のほか、「悪ノ大罪シリーズ」の関連書籍も各種発刊されている。

### 小説 (書誌)
- 『悪ノ娘 黄のクロアテュール』
  - PHP研究所、2010年8月10日、ISBN 978-4-569-79103-6[46]。
    - 対象の販売店では、特典小冊子『悪ノ娘 黄のクロアテュール　悪ノ解説書』（約20頁）が付属[47]。

  - PHP研究所（文庫版）、2015年8月5日、ISBN 978-4-569-76432-0[48]。
    - mothy_悪ノP自身による大幅な加筆修正の上で文庫化。表紙も壱加の新規描き下ろし。
- 『悪ノ娘 緑のヴィーゲンリート』
  - PHP研究所、2011年2月25日、ISBN 978-4-569-79457-0。
    - 対象の販売店では、特典小冊子『悪ノ娘　白のノヴェレッテ』（原作：悪ノＰ、漫画：CAFFEIN）が付属[49]。

  - PHP研究所（文庫版）、2015年8月5日、ISBN 978-4-569-76433-7[50]。
    - mothy_悪ノP自身による大幅な加筆修正の上で文庫化。表紙も壱加の新規描き下ろし。
- 『悪ノ娘 赤のプラエルディウム』 - PHP研究所、2011年12月23日、ISBN 978-4-569-80137-7。
- 『悪ノ娘 青のプレファッチオ』 - PHP研究所、2012年3月22日、ISBN 978-4-569-80307-4。
  - シリーズ完結記念のCDプレゼントキャンペーンとして、期間限定でオリジナルCDを抽選5000人に配布[51]。
- 『鏡音リン・レン 14thバースデーノベルズ』
  - 河出書房新社、2022年8月22日発売、ISBN 9784309030593[52]。
    - 鏡音リン・レンの生誕14周年記念「Happy 14th Birthday マンガ・小説コンテスト」の受賞作によるアンソロジーノベルズ。
      - 本シリーズ番外編として、mothy自著による短編小説『悪ノ馬』を寄稿。新規書き下ろし。

### 漫画 (書誌)
壱加『COMIC悪ノ娘』、PHP研究所から発売。
1. 2014年2月15日、ISBN 978-4-569-81665-4
2. 2014年12月26日、ISBN 978-4-569-82347-8
3. 2016年1月26日、ISBN 978-4-569-82775-9

けん『あくむす』 KADOKAWA/アスキー・メディアワークスから発売。
1. 2014年2月27日、ISBN 978-4-048-66234-5
2. 2015年1月24日、ISBN 978-4-048-69107-9

眼鏡犬『悪ノ召使 〜おぺらぶっふぁ！〜』 KADOKAWA/アスキー・メディアワークスから発売。
1. 2014年2月27日、ISBN 978-4-048-66235-2
2. 2015年1月24日、ISBN 978-4-048-69087-4

### その他 (書誌)
- ワールドガイド『悪ノ間奏曲』[注釈 1]
  - PHP研究所、2011年8月30日、ISBN 978-4-569-79891-2。
  - ガイドブックとして発売されたが、公式的に”悪ノ娘 2.5”と位置づけられる。以下の書き下ろし作品も収録。
    - 漫画「悪ノ4コマ」（作画：タンチョ）
    - 短編小説・漫画「トワイライトプランク」（原案：楽曲「トワイライトプランク」、著：mothy_悪ノP、作画：壱加）[54]
    - 絵物語「少年と少女の冒険」（原案：mothy_悪ノP、作画：吉田ドンドリアン）[55]
    - 漫画「銀のルトルーヴェ」（原案：mothy_悪ノP、：漫画：CAFFEIN）[56]
- ファンブック『悪ノ叙事詩』[注釈 2]
  - PHP研究所、2012年8月25日発売、ISBN 978-4-569-80724-9。
  - ガイドブックとして発売され、以下の書き下ろし作品も収録。
    - 短編小説「霧ノ娘」（著：mothy_悪ノP、挿絵：憂）
    - 漫画「彼女の理由」（作画：壱加）
    - 絵物語「悪ノ娘」（作画：吉田ドンドリアン）

## その他関連商品
- フィギュア「VOCALOID 初音ミク  ヴィネッティアムキュート」（セガプライズ、2009年12月下旬発売）
  - UFOキャッチャー景品のフィギュアで、「悪ノ娘」をイメージした鏡音リンのフィギュアがラインナップされている[57]。
- TinierMe、アットゲームズ （ジークレスト）
  - ガチャ@セルフィの衣装として悪ノ娘、悪ノ召使の衣装が『TinierMe』で実装された。日本語版である『アットゲームズ』も後日実装された。
- 『初音ミク and Future Stars Project mirai』（セガ、2012年3月8日発売）
  - ニンテンドー3DS用3Dリズムアクションゲーム。ゲーム内に使用される楽曲として「悪ノ娘」、「悪ノ召使」を提供。
- Mobage、Yahoo!モバゲー
  - アバター衣装用のコインガチャとして悪ノ王国の名称で2013年11月22日よりSNS『Mobage』『Yahoo!モバゲー』で実装された。
- 初音ミク ぐらふぃコレクション なぞの音楽すい星（クリプトン・フューチャー・メディア）
  - 「悪ノ娘」、「悪ノ召使」に期間限定クエストを配信する。（2014年12月26日 - 2015年1月23日）
- 『プロジェクトセカイ カラフルステージ！ feat. 初音ミク』（セガ、2020年9月30日配信開始）
  - リズム＆アドヴェンチャーゲームとして配信されたiOS・Android用ゲームアプリ。悪ノ大罪シリーズとのゲーム内コラボイベントが開催された。（2021年12月13日 - 2021年12月27日）
- フィギュア「ねんどろいど 鏡音リン 悪ノ娘Ver.」（グッドスマイルカンパニー、2024年12月20日発売）[58]
- フィギュア「ねんどろいど 鏡音レン 悪ノ召使Ver.」（グッドスマイルカンパニー、2024年12月20日発売）[59]